# Яковлів Олександр
Олександр Яковлів (1902, м. Глухів, Чернігівська губ. —1945, м. Грац (Австрія) — український театральний режисер і актор комічного плану.

## Життєпис
Народився в м. Глухів на Чернігівщині (нині Сумська обл.) 
Учасник визвольної війни 1917—1921. 
На сцені з 1925, спочатку в трупі О. Міткевичевої, далі у Й. Стадника та в театрах ім. Тобілевича (1930—1938), ім. Котляревського (1938—1939), Драматичному театрі ім. Лесі Українки у Львові (1940). 
1941 працював у Львівському Оперному Театрі, де здійснив постановку вистави «Ніч під Івана Купала» М.Старицького, в був асистентом у першій виставі Й. Гірняка «Мина Мазайло» за М. Кулішом. 
1942—1944 мистецький керівник Театру ім. І. Франка в Станиславові. Ставив «Облогу» (сам у ролі Дольче) та «Марш Чернігівського полку» Ю. Косача, «Шаріку» Я. Барнича; виступав в оперетах. 
Помер в еміграції в Граці (Австрія).

## Вибрані ролі
Орендар Шльома («Украдене щастя» І. Франка); жид Хаїм («Маруся Богуславка» М. Старицького); Ляфлеш («Скупар» Ж.‑Б. Мольєра); Мартин («Степовий гість» Б. Грінченка); Максим (новела «Злодій» у виставі «Земля» за В. Стефаником); слідчий Кацнельсон («Тріумф прокурора Дальського» К. Гупала).